# Mohrenkopf (Gebäck)

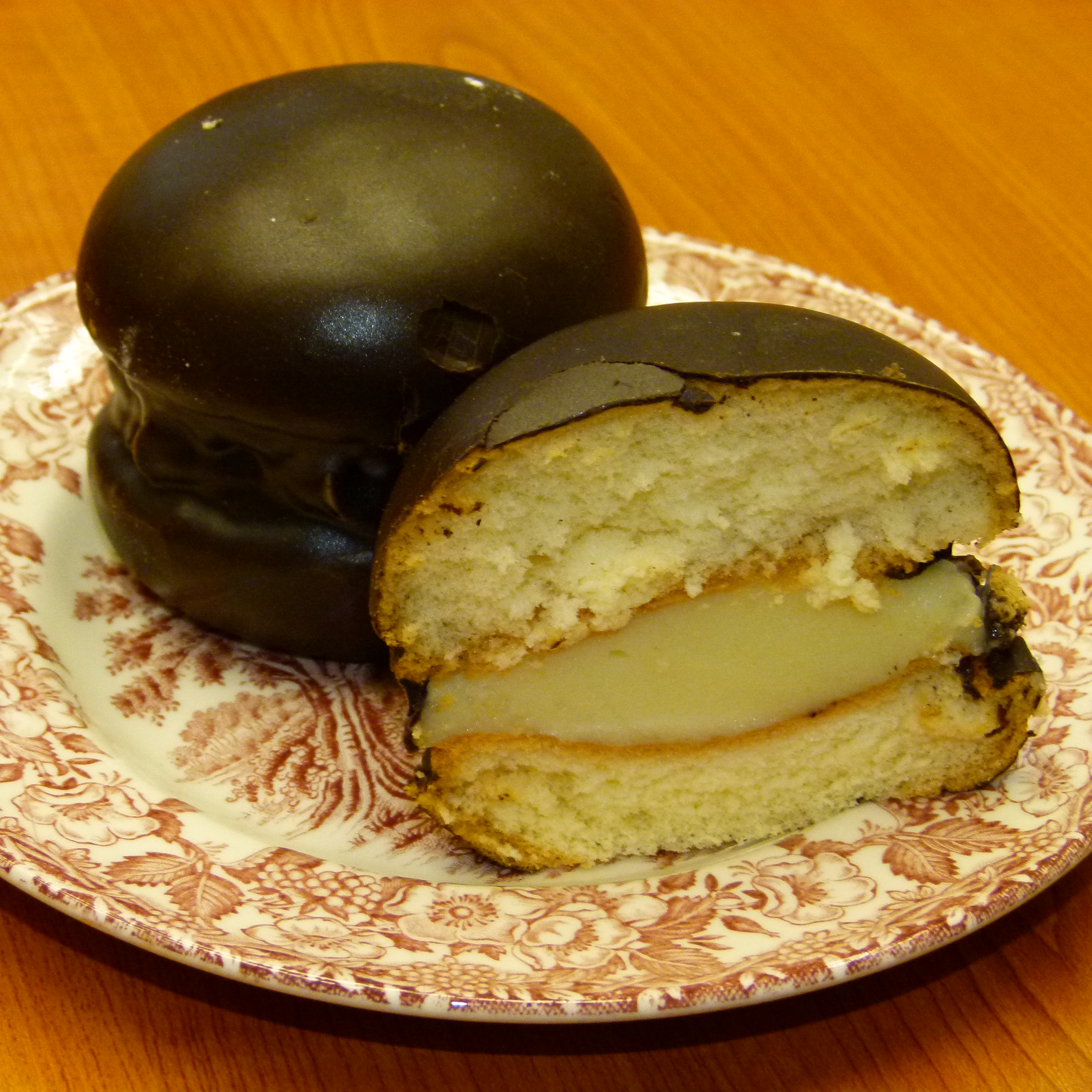
Mohrenköpfe mit Vanillepudding

Die Bezeichnung Mohrenkopf (auch Othello oder Schokoladenballen) wird für verschiedene kleine Gebäcke verwendet.

## Sprachgebrauch
Die Bezeichnung „Mohrenkopf“ (Kopf eines Mohren) ist eine Übersetzung des französischen tête de nègre und ist 1892 in Leipzig erstmals belegt. Es ist ein Gebäck aus Othellomasse (Biskuit), das gefüllt und mit Schokolade oder Kuvertüre überzogen ist. In einigen Gebieten des deutschen Sprachraums, insbesondere in der Schweiz, bezeichnet man damit den Schokokuss. Im Englischen ist auch der Begriff „Angels’ head“ gebräuchlich.
In den Werken des Dudenverlags wurde der Ausdruck Mohrenkopf seit 2012 mit dem Hinweis versehen, er werde oft als diskriminierend empfunden, in neueren ist er als veraltet und diskriminierend gekennzeichnet.

## Entstehungsgeschichte

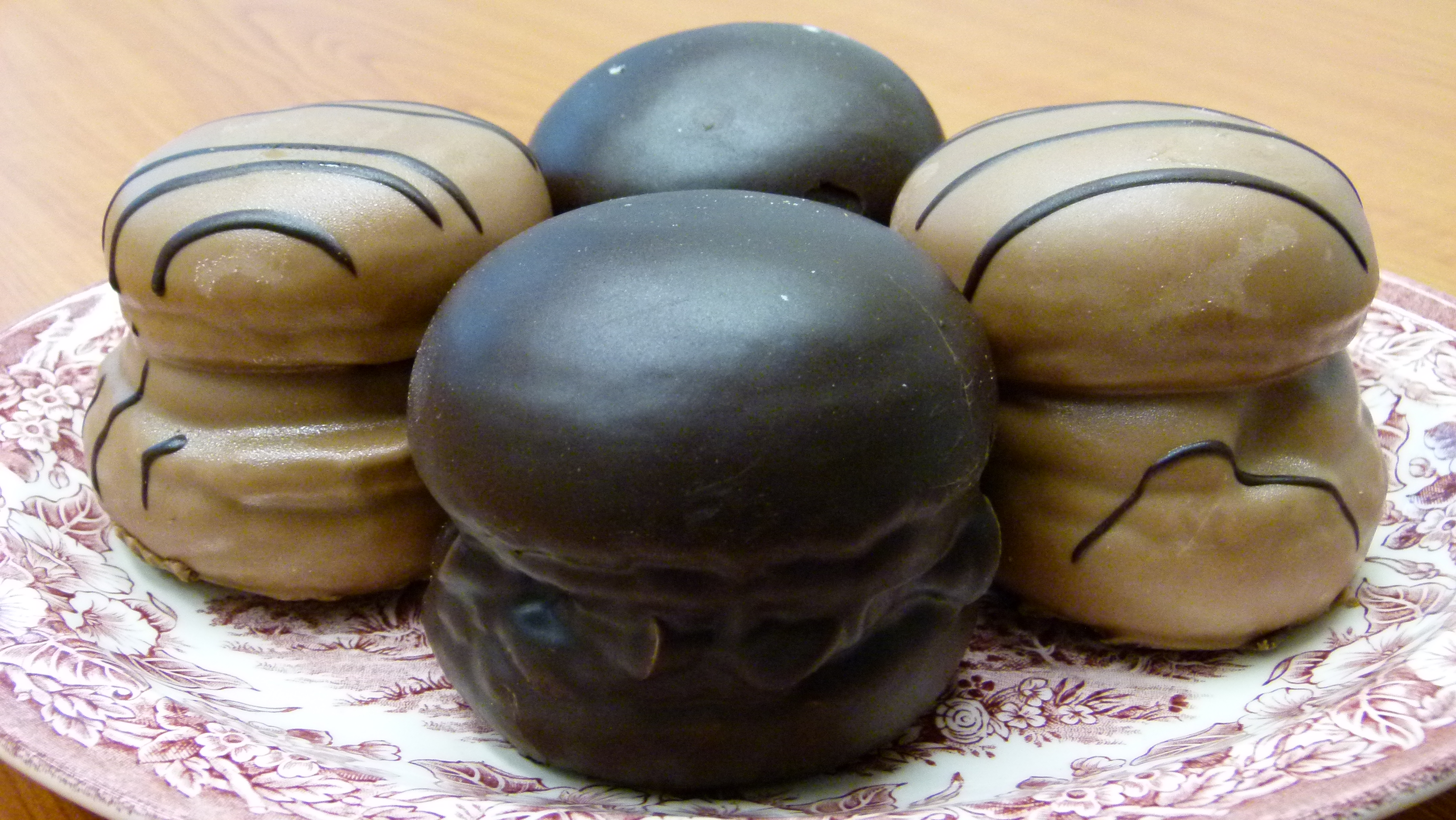
Mohrenköpfe mit Schokoladen- und mit Nougatglasur

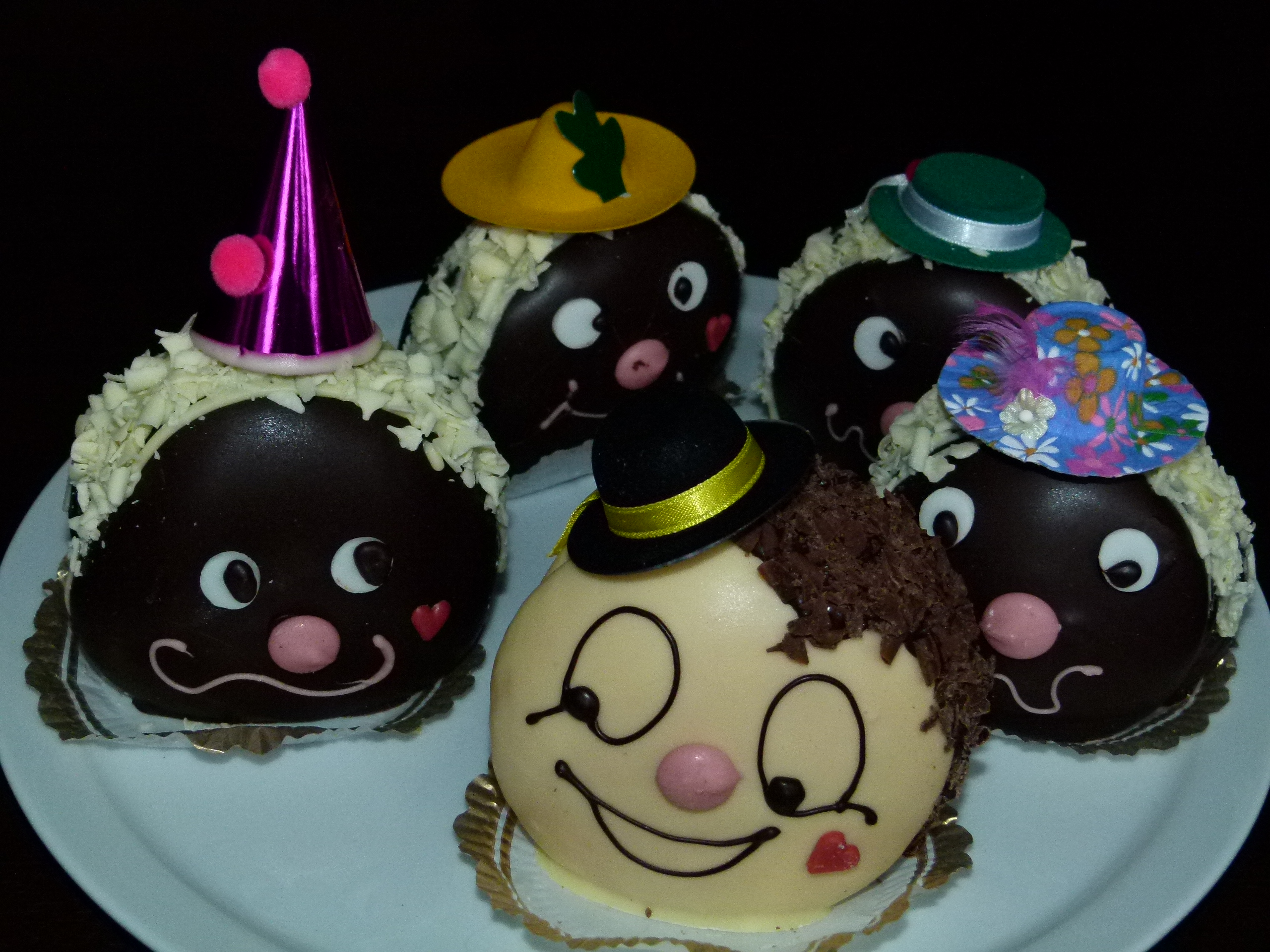
Faschings-Mohrenköpfe

Der Mohrenkopf in dieser Form gilt als Erfindung Leipziger Bäcker Ende des 19. Jahrhunderts. Bereits das seit 1878 in Leipzig regelmäßig erschienene Universal-Lexikon der Kochkunst kannte Mohrenköpfe und nannte sie auch Indianer-Krapfen. Demnach wurde Zucker mit Eidottern zu dickem Schaum geschlagen und der feste Schnee aus Eiweiß sowie Weizen- oder Kartoffelmehl hinzu gemischt. Kleine runde Häufchen dieser Masse wurden rasch auf Papier gebacken, je zwei mittels aufgestrichener Marmelade zusammengesetzt und in eine Schokoladen-Glasur eingetaucht.
Im Jahr 1899 hielt Adolf Cnyrim in seinem Buch Das Bäckergewerbe der Neuzeit sein Rezept fest. Das Gebäck besteht aus einer Biskuitmasse, auch Mohrenkopf- oder Othello-Masse genannt. Sie besteht aus Zucker, Eigelb, Mehl und Eiweiß. Die Masse wird halbkugelförmig auf gefetteten und gemehlten Blechen oder speziellen Mohrenkopfblechen dressiert und anschließend gebacken.
Die Urform besteht aus zwei Hälften, die mit Konfitüre zusammengesetzt und mit dunkler Schokolade überzogen wird. Dadurch soll angeblich die aufgesetzte Frisur afrikanischer Völker nachempfunden werden, vergleichsweise kann das Bild im korsischen Wappen als Form dienen.

## Varianten
In Österreich und dem südlichen Baden-Württemberg bezeichnet man als Mohrenkopf auch ein Biskuitgebäck in Form einer Dreiviertelkugel, das mit Schlagsahne oder Eiercreme gefüllt und mit Schokolade überzogen ist. Das Gebäck wird in Deutschland meist mit Vanillepudding auch Vanille- oder Nougatcreme, seltener mit Schlagsahne gefüllt und mit Schokolade überzogen. Es sind Varianten verbreitet, die mit buntem Zuckerguss überzogen sind. Zur Faschingszeit werden die Mohrenköpfe besonders bunt dekoriert.
Die in Deutschland früher verwendete Bezeichnung „Negerkuss“ bezeichnet in der Regel Schokoküsse.